# Lambia antarctica
Lambia
Pour les articles homonymes, voir Lambia.
Genre
Espèce
Lambia antarctica, unique représentant du genre Lambia, est une espèce d'algues vertes de la famille des Bryopsidaceae.

## Description
Cette espèce est marine selon l'AlgaeBase (2 avril 2024).

## Taxonomie
Le nom correct complet (avec auteur) de ce taxon (genre) est Lambia Delépine, 1967.
Le nom correct complet (avec auteur) du taxon espèce est Lambia antarctica (Skottsberg) Delépine, 1967.

### Étymologie
Le genre Lambia a été nommé d'après le spécialiste en lichénologie Ivan Mackenzie Lamb (1911-1990) en 1967 lors de la description de ce genre et de son espèce holotype.
L'étymologie de l'épithète spécifique antarctica est la suivante : adjectif latin, de ou appartenant à l'antarctique (Stearn 1973).